# تفجيرات القحطانية
تفجيرات مجمع القحطانية، هي سلسلة انفجارات اعقبت هجوما انتحاريا بشاحنات مفخخة في الساعة الثامنة صباحا بالتوقيت المحلي من يوم 14 آب 2007 بمجمع القحطانية الذي يقطنه اليزيديون قضاء سنجار في محافظة نينوى في شمال العراق.
قدر الهلال الأحمر العراقي أن سيارات الشاحنات المحملة بمواد تفجيرية وقنابل قتلت 796 وجرحت 1562 آخرين، مما يجعل هذا الهجوم الأكثر دموية في العراق بعد دخول القوات الأمريكية. وثاني أكبر الهجمات من حيث عدد القتلى في العالم بعد هجمات 11 سبتمبر.

## التوترات والخلفية
سادت الفترة التي سبقت التفجيرات العديد من التوترات بين المسلمين والايزيديين على خلفية ظهور إشاعات بقيام الايزيدين برجم فتاة بسبب اعتناقها الإسلام. فتم توزيع منشورات في مدينة الموصل والمناطق الكردية بشمال العراق تصف الايزيديين بالكفرة وتدعو لقتلهم على أساس أنهم معادون للإسلام.
فبعد ظهور شريط لعملية رجم دعاء خليل أسود وهي فتاة يزيدية اتهمت بالزنا، وأتهمت مجموعات إسلامية اليزيديين بقتلها بسبب تحولها للإسلام. كما قام مسلحون ينتمون إلى إحدى الجماعات الإسلامية بمدينة الموصل باختطاف حافلة تقل عمالاً يزيديين وإعدام جميع ركابها الثلاثة والعشرون رمياً بالرصاص.
كما كان من المقرر أن يقام استفتاء في منطقة سنجار التي يسكنها خليط من اليزيديين والتركمان والأكراد والعرب، لتقرير مصيرها بشأن الانضمام إلى منطقة الحكم الذاتي الكردية. وقد تسبب هذا بموجة من العداء في المجتمعات العربية المجاورة مما أدى إلى تمركز قوة من البيشمركة الكردية في المنطقة، وحفر خنادق بها بحجة حمايتها.

## تفاصيل العملية
تمت العملية بسيارة صهريج وقود وثلاث شاحنات محملة بمواد تفجيرية وقنابل، وجاء توقيتها بحيث أنها حدثت في فترة زمنية متقاربة مما أدى إلى حدوث انفجار كبير حطم نصف أو معظم البيوت المعمولة أساساً من الطين. وقد قال مسؤول في الداخلية العراقية أنه تم استخدام طنين من المتفجرات والتي أدت إلى مقتل وجرح معظم أهالي القرية المحاصرين تحت أنقاض بيوتهم المحطمة.
وقد امتلأت مستشفيات ناحية البعاج القريبة بالجرحى والمصابين وأطلق رئيس بلديتها نداءا يطلب فيه تزويدهم بالماء والغذاء والأدوية بسبب قدوم آلاف المصابين من القرية المدمرة.

## المسؤولية
لم تعلن أي جماعة مسؤوليتها عن الهجوم، غير أن المتحدث باسم القوات الأمريكية والحكومة العراقية أسندوا العملية إلى تنظيم القاعدة في العراق لما عرف عن المنظمة توزيعها لمنشورات في تلك الفترة تدعوا إلى قتال اليزيديين في العراق. كما أتهم الرئيس العراقي جلال طالباني مسلحين سنة بالوقوف وراء العملية من أجل تقويض سلطة الحكومة العراقية.
أعلن الجيش الأمريكي في 3 أيلول 2007 عن مقتل العقل المدبر للتفجيرات المدعو «أبو محمد العفري».